# Деканские султанаты
Деканские султанаты — пять независимых мусульманских государств, возникшие на Деканском плоскогорье между реками Кришна и Виндхья после распада Бахманидского султаната. Султанаты в основном вели междоусобную войну, но в 1565 году объединились и нанесли сокрушительное поражение Виджаянагарской империи в битве при Таликоте. В 1574 году Ахмаднагарский султанат присоединил к себе Берарский султанат, а затем в течение XVII века все деканские султанаты вошли в состав Империи Великих Моголов.
К Деканским султанатам относятся:
- Ахмаднагарский султанат (1490—1636),
- Берарский султанат (1490—1574),
- Голкондский султанат (1512—1687),
- Биджапурский султанат (1518—1686),
- Бидарский султанат (1527—1619).

## История
Деканские султанаты центральной и западной Индии, многие из которых приняли шиизм, восхищались шахом Исмаилом I и его сефевидскими преемниками. Они появились на Деканском плато и вдоль западного побережья Индии с концом правления Бахманидов в начале XVI века, чьи султаны также были шиитами. Два из этих султанатов, Голконда и Ахмеднагар, провозгласили шиизм своей официальной конфессией, следуя примеру Исмаила. Проживавший в Индии бывший сторонник Исмаила, Шах Тахир Хусейни, помог укрепить шиизм в этих землях. Правители ещё одного султаната, Адиль-шахов Биджапура, попеременно провозглашали себя то суннитами, то шиитами, но зачастую приказывали читать хутбу на имена сефевидских шахов, а не могольских императоров. В 1612 году биджапурский султан Ибрахим II, несмотря на свою публичную самоидентификацию в качестве суннита, отправил письмо шаху Аббасу I, в котором объявил Декан такой же составной частью Сефевидского государства, как и Хорасан, Фарс или Азербайджан. В том же духе он объявил себя назначенцем сефевидского шаха, перед которым он ритуально склонял голову в качестве выражения верности. Сефевиды продолжали поддерживать эти отношения вплоть до того момента, как эти деканские султанаты были включены в состав империи Моголов к середине XVII века.

## Ахмаднагарский султанат
Основателем Ахмаднагарского султаната был бахманидский наместник Джуннара Малик Ахмад Бакр, который в 1490 году провозгласил себя независимым султаном под именем Ахмада Низам-шаха и в 1494 году основал город-крепость Ахмаднагар, ставший его столицей. Наследники Ахмада Низам-шаха I часто воевали с султанами Биджапура и правителями Виджаянагара. Султан Бурхан Низам-шах I (1510—1553) после неудачной войны с Виджаянагарской империей вступил в противобиджапурский союз с императором Виджаянагара Садашивой. После того как Бурхан Низам-шах вторгся в Биджапурский султанат и захватил Солапур, он повёл войска на сам город Биджапур, однако потерпел неудачу
Следующий султан, Хусайн Низам-шах I (1553—1565), осознав угрозу со стороны Виджаянагарской империи, присоединился к четырём султанатам Декана, объединившимся в антивиджаянагарский союз, и сражался в битве при Таликоте (1565), в которой Виджаянагар потерпел сокрушительное поражение. Преемники Хусайн Низам-шаха I были не самыми способными правителями. Его сын, султан Муртаза Низам-шах I (1565—1588) самоустранился от ведения государственных дел и вёл легкомысленный образ жизни. Несмотря на это, его военачальникам удалось в 1572—1574 годах присоединить к Ахмаднагару Берарский султанат. При нём Ахмаднагарский султанат был ещё достаточно могущественным государством, однако затем последовал упадок.
В 1595 году падишах Великих моголов Акбар I Великий направил против Ахмаднагарского султаната огромное войско под командованием своего полководца «хан-и ханана» Абд ар-Рахима и шахзаде Султан Мурада-мирзы. Они осадили хорошо укреплённый Ахмаднагар, но взять город не смогли, поскольку на помощь осаждённым пришли союзные войска из Биджапура. В 1596 году был заключен мирный договор, условия которого были крайне тяжелы для Ахмаднагара: Берар переходил под власть падишаха Акбара, а султан Ахмаднагара Бахадур Низам Шах признавался вассалом Империи Великих моголов. Очевидно, условия этого договора не удовлетворили его стороны, поскольку в том же году война возобновилась.
В 1597 году могольские войска разбили объединённые силы Ахмаднагара и Биджапура на р. Годавари в районе Супе. В 1599 году могольская армия вновь осадила Ахмаднагар. Как и при первой осаде, обороной города руководила принцесса Чанд Биби, бывшая регентшей при своем малолетнем племяннике Бахадур Низам Шахе. Закованная в броню и под вуалью Чанд Биби лично принимала участие в защите города и стала народной героиней индийских преданий и произведений индийских поэтов. В августе 1600 года осажденный Ахмаднагар был взят приступом. Султан Бахадур Низам-шах был схвачен и брошен в тюрьму, однако на большей части территории султаната сохранилась власть Низам-шахов. Полководец Малик Амбар, бывший раб эфиопского происхождения, перенес столицу султаната в Харки и в том же году провозгласил новым султаном представителя боковой ветви династии Муртазу Низам-шаха II.
На следующем этапе борьбы с могольским завоеванием Декана фактическому правителю Ахмаднагарского султаната Малику Амбару удалось сформировать антимогольскую коалицию, в которую, кроме Ахмаднагара, вошли Биджапурский и Голкондский султанаты. Несмотря на это, в 1620 году могольские войска захватили и разрушили Харки. Малику Амбару пришлось уступить падишаху Джахангиру всю захваченную моголами территорию и согласиться на единовременную уплату дани (назрана). Столица султаната была перенесена в Даулатабад.
Умерший в 1626 году Малик Амбар передал власть над султанатом своему сыну Фатх-хану. Султан Бурхан Низам-шах III решил освободиться из-под опеки Фатх-хана и приказал заключить его в тюрьму. Однако наемные войска воевали плохо без своего полководца и в короткий срок моголы захватили у султана несколько важных крепостей. Бурхан Низам-шах III решил освободить Фатх-хана и вновь возвёл его в должность первого министра. Воспользовавшись случаем, Фатх-хан в 1631 году убил султана Бурхана Низам-шаха вместе с 23 его ближайшими вельможами и провозгласил султаном его 11-летнего сына Хусайна Низам-шаха III.
Падишах Великих моголов Шах-Джахан, следуя традиции своих предшественников, отправил войска на Ахмаднагарский султанат. В 1633 году могольские войска осадили Даулатабад. Фатх-хан тут же признал верховную власть моголов, приказав читать проповедь и чеканить монету с именем падишаха Шах-Джахана. Султан Хусайн Низам-шах III был выдан моголам и отправлен ими в заточение в Гвалиорский форт. Против моголов однако выступили маратхи во главе с раджой Шахджи, который при поддержке султана Биджапура провозгласил султаном Ахмаднагара полностью подчинявшегося ему Муртазу Низам-шаха III. Султан Биджапура Мухаммад Адил-шах при этом отторг у Ахмаднагара сильную крепость Паренду.
Когда в 1636 году из Дели прибыла новая могольская армия падишаха Шах-Джахана, султаны Голконды и Биджапура признали его сюзеренитет и согласились платить дань. Большая часть территории Ахмаднагарского султаната вошла в состав Империи Великих Моголов, а остальная часть была передана султану Биджапура. Могольские войска при содействии Биджапура окружили Шахджи в Северном Конкане, после чего Шахджи сдал моголам занятые им крепости и выдал им султана Муртазу Низам-шаха III. За всё это султан Биджапура пожаловал Шахджи округ Пуны в качестве джагира. Ахмаднагарский султанат прекратил своё существование.

## Берарский султанат
Основателем султаната был Фатх-Аллахом Имад ал-Мульком, виджаянагарский брахман, насильно обращённый в мусульманство ещё в молодости. Фатх-Аллах сделал административную карьеру под началом наместника Берара Абд ал-Кадира Ханджа-хана, должность которого Фатх-Аллах занял при бахманидском султане Шамс уд-дине Мухаммад-шахе III (1463—1482). В 1490 году Фатх-Аллах провозгласил себя независимым султаном Берара под именем Имад-шаха.
В 1504 году Фатх-Аллаху наследовал его сын Ала ад-дин Имад-шах, существенно уступавший отцу своими способностями к управлению государством. Ала ад-дин Имад-шах постоянно неудачно ввязывался в войны с соседними государствами, в результате которых Берарский султанат нёс ощутимые финансовые и территориальные потери. После смерти Ала ад-дина в 1529 году султаном стал его сын Дарйа Имад-шах, ещё менее способный к государственным свершениям. В период его относительно долгого правления (1529—1562) политическое влияние Берарского султаната на территории Декана свелось к минимуму.

В конце правления Дарйи Имад-шаха управление государством фактически сосредоточилось в руках его министра Туфал-хана. После смерти Дарйи Имад-шаха Туфал-хан возвел на престол его несовершеннолетнего сына Бурхана Имад-шаха, оставаясь при нём фактическим правителем султаната. При непосредственном содействии Туфал-хана произошло объединение всех пяти султанатов Декана для участия в битве при Таликоте в 1565 году, в которой Виджаянагару было нанесено тяжёлое поражение, от которого Виджаянагар уже не оправился. После этого, однако, вражда между султанатами Декана возобновилась с новой силой. В 1568 году Туфал-хан сам стал султаном Берара. Конец правлению Туфал-хана, а вместе с тем и существованию Берарского султаната положил султан Ахмаднагара Муртаза Низам-шах I, которому удалось захватить Берар и присоединить его к своему государству. Туфал-хан и его сын Шамс уль-Мулька были схвачены и отправлены в Ахмаднагар, где их умертвили. Все эти события произошли либо в 1572, либо в 1574 году.

## Голкондский султанат
Во главе султаната стояла династия Кутб-шахов — выходцев из туркоманского союза Кара-Коюнлу. Столицей служил хорошо укреплённый город Голконда.
В период расцвета Голкондский султанат простирался между реками Годавари и Кришна до самого Бенгальского залива. Благодаря богатейшим алмазным копям, снабжавшим драгоценными камнями всю Азию, голкондские правители могли позволить себе содержание большой армии. С истощением алмазных копей благосостояние Голконды пошло на убыль. В 1687 г. султанат был завоёван могольским императором Аурангзебом. После его смерти земли Голконды откололись от империи Великих Моголов и образовали Хайдарабадское княжество.

## Биджапурский султанат
Биджапурский султанат занимал обширную территорию на севере Карнатика и юге Махараштры. Правила им династия Адил-шахов. Столица — город Биджапур. Биджапурские правители внесли ощутимый вклад в разгром Виджаянагарской державы в битве при Таликоте в 1565 году. Эта победа позволила им прирастить свои владения на юг вплоть до Бангалора и
на восток до Коромандельского берега. На западе экспансию султанов сдерживали порты Португальской Индии с центром в Гоа, на востоке — богатейший Голкондский султанат.
Одним из главных источников сведений о Биджапурском султанате являются записки португальских и голландских негоциантов. Персидский историк Феришта считал основателем султаната сына османского императора Мурада II. О могуществе властителей Биджапура, не менее красноречиво, чем исторические сочинения, свидетельствуют сохранившиеся памятники их столицы. В 1659 году было закончено строительство грандиозного мавзолея Гол-Гумбаз с куполом диаметром в 38 метров — самым большим в истории со времён собора Святой Софии в Константинополе.
Упадок Биджапура начался после того, как сын маратхского наместника по имени Шиваджи поднял восстание против султана и в 1674 г. создал независимое от Биджапура государство маратхов. Ослабевший султанат не смог противостоять натиску Великих Моголов, и 12 сентября 1686 г. в Биджапур вошли торжествующие войска могольского императора Аурангзеба.

## Бидарский султанат
Основателем государства Барид-шахов в Бидаре был бывший раб, тюрок из Грузии, Касим Барид, который около 1489 года занял должность мир-джумла (первого министра) при молодом бахманидском султане Махмуд-шахе (1482—1518). Касим Барид (ум. 1504) в смутный период сосредоточил в своих руках реальную власть над государством Бахманидов, однако не успел удержать территориальную целостность султаната: в 1490 году от него откололись Берар, Биджапур и Ахмаднагар, к 1495 году фактически независимой стала Голконда.
Касиму Бариду в должности мир-джумла наследовал его сын Амир (1504—1542), который во время своего правления четырежды менял на бахманидском престоле марионеточных султанов, пока наконец в 1527 году последний из них, Калим-Аллах-шах, не сбежал от него в Биджапур. С этого момента Али Барид-шах I стал не только фактическим, но и формальным главой государства с центром в Бидаре, приняв имя Амира Барид-шаха. Сбежавший бахманид Калим-Аллах-шах совместно с султаном Биджапура попытался вернуться в Бидар, что привело к войне между Амиром Барид-шахом I и Биджапурским султанатом. Потерпев несколько поражений от биджапурских войск, Амир Барид-шах вынужден был уступить Биджапуру часть своей территории.
Амиру Барид-шаху наследовал его сын Али Барид-шах I (1542—1579). При нём в Бидаре было возведено несколько замечательных архитектурных сооружений, а также перестроен великолепный дворец Рангин Махал (букв. «Цветной дворец») посреди Бидарской крепости. В 1577 году была возведена сохранившаяся до наших дней гробница Али Барид-шаха I, часть которой, обращенная к Мекке, была оставлена открытой. Юго-западнее гробницы султана находится массивная могильная плита, под которой были захоронены 67 наложниц Али Барид-шаха I.
Али Барид-шах I вместе с другими султанами Декана принял участие в битве при Таликоте в 1565 году, в которой Виджаянагар потерпел сокрушительное поражение. После его смерти в 1579 году политическое влияние государства Барид-шахов в Декане начало стремительно уменьшаться. После смерти его внука, султана Амира Барид-шаха II (1589/1591—1601), прямая линия династии пресеклась и престол занял представитель боковой ветви Али Барид-шах III (1601—1609). В 1619 году Бидарский султанат был захвачен султаном Биджапура, а последний султан Амир Барид-шах III и его сыновья были помещены под домашний арест в Биджапуре.